# Прийміть телеграму в борг
«Прийміть телеграму в борг» (рос. «Примите телеграмму в долг») — білоруський радянський художній фільм 1979 року режисера Леоніда Нечаєва.

## Сюжет
Цілком самостійний хлопчина Саня Линьов вирішив зробити своїми руками реактивний літальний апарат. Звернувшись за моральною підтримкою до академіка Александрова, а заодно поставивши питання про необхідне паливо, Саня послав до Москви термінову телеграму в борг і, щоб запустити виробництво, почав заробляти гроші ...

## У ролях
- Андрій Тихончик
- Яна Поплавська
- Катерина Васильєва
- Анастасія Вознесенська
- Євген Євстигнєєв
- Андрій М'ягков
- Тетяна Пельтцер
- Валентина Ананьїна
- Марія Барабанова
- Анатолій Рудаков
- Олег Задорожний
- Володимир Шелестов
- Федір Одиноков - комбайнер

## Творча група
- Сценарій: Анатолій Усов
- Режисер: Леонід Нечаєв
- Оператор: Володимир Калашников
- Композитор: Олексій Рибников